# Drosophila serrula
Drosophila serrula är en tvåvingeart som beskrevs av Léonidas Tsacas 1984. Drosophila serrula ingår i släktet Drosophila och familjen daggflugor.
Artens utbredningsområde är Gabon.